# هانس أولوف هولمزتروم
هانس أولوف هولمزتروم (بالسويدية: Hans Olof Holmström)‏ هو قسيس سويدي، ولد في 15 أكتوبر 1784 في Ösmo ‏ في السويد، وتوفي في 27 أغسطس 1855 في أوبسالا في السويد.